# Prémios Globo de Ouro de 2024

Prémios Globo de Ouro de 2024

 7 de janeiro de 2024
Filme - Drama:
Oppenheimer
Filme - Comédia ou Musical:
Poor Things
Série de televisão – Drama:
Succession
Série de televisão – Comédia ou Musical:
The Bear
Minissérie ou Filme para televisão:
Beef
Prémio Cecil B. DeMille:
não atribuído

Prémio Carol Burnett:
não atribuído
Prémios Globo de Ouro 

← 2023  ·  2025 →
Os Prémios Globo de Ouro de 2024 (no original em inglês 81st Golden Globe Awards) honraram os melhores profissionais de cinema e televisão, filmes e programas televisivos de 2023.
Os candidatos nas diversas categorias foram escolhidos pela Associação de Imprensa Estrangeira de Hollywood (AIEH) e os nomeados anunciados a 11 de dezembro de 2023.

## Cerimónia
A cerimónia de entrega dos prémios ocorreu no dia 7 de janeiro de 2024 no hotel The Beverly Hilton em Beverly Hills e foi produzida pela Dick Clark Productions, Ricky Kirshner e Glenn Weiss, este último também com a função de realizador do evento.

## Vencedores e nomeados
Lista dos nomeados e vencedores (em negrito) na 81.ª edição dos Prémios Globo de Ouro:

### Cinema
| Melhor Filme de Drama - Oppenheimer - Killers of the Flower Moon - Anatomie d'une chute - The Zone of Interest - Past Lives - Maestro | Melhor Filme de Comédia ou Musical - Poor Things - Air - Barbie - The Holdovers - May December - American Fiction |
| Melhor Ator em Filme de Drama - Cillian Murphy como Robert Oppenheimer – Oppenheimer - Leonardo DiCaprio como Ernest Burkhart – Killers of the Flower Moon - Colman Domingo como Bayard Rustin – Rustin - Bradley Cooper como Leonard Bernstein – Maestro - Barry Keoghan como Oliver Quick – Saltburn - Andrew Scott como Adam – All of Us Strangers        | Melhor Atriz em Filme de Drama - Lily Gladstone como Mollie Burkhart – Killers of the Flower Moon - Annette Bening como Diana Nyad – Nyad - Carey Mulligan como Felicia Montealegre Bernstein – Maestro - Cailee Spaeny como Priscilla Presley – Priscilla - Sandra Hüller como Sandra Voyter – Anatomie d'une chute - Greta Lee como Nora Moon / Moon Na-Young – Past Lives                                                                                        |
| Melhor Ator em Filme de Comédia ou Musical - Paul Giamatti como Paul Hunham – The Holdovers - Matt Damon como Sonny Vaccaro – Air - Nicolas Cage como Dr. Paul Matthews – Dream Scenario - Jeffrey Wright como Thelonius "Monk" Ellis – American Fiction - Joaquin Phoenix como Beau Wasserman – Beau Is Afraid - Timothée Chalamet como Willy Wonka – Wonka | Melhor Atriz em Filme de Comédia ou Musical - Emma Stone como Bella Baxter – Poor Things - Alma Pöysti como Ansa – Kuolleet lehdet (Fallen Leaves) - Margot Robbie como Barbie – Barbie - Natalie Portman como Elizabeth Berry – May December - Fantasia Barrino como Celie Harris-Johnson – The Color Purple - Jennifer Lawrence como Maddie Barker – No Hard Feelings                                                                                             |
| Melhor Ator Secundário em Cinema - Robert Downey Jr. como Lewis Strauss – Oppenheimer - Mark Ruffalo como Duncan Wedderburn – Poor Things - Willem Dafoe como Dr. Godwin Baxter – Poor Things - Ryan Gosling como Ken – Barbie - Robert De Niro como William King Hale – Killers of the Flower Moon - Charles Melton como Joe Yoo – May December             | Melhor Atriz Secundária em Cinema - Da'Vine Joy Randolph como Mary Lamb – The Holdovers - Emily Blunt como Katherine "Kitty" Oppenheimer – Oppenheimer - Jodie Foster como Bonnie Stoll – Nyad - Julianne Moore como Gracie Atherton-Yoo – May December - Danielle Brooks como Sofia Johnson – The Color Purple - Rosamund Pike como Elspeth Catton – Saltburn |
| Melhor Direção(pt-BR) ou Realização(pt-PT?) - Christopher Nolan – Oppenheimer - Celine Song – Past Lives - Greta Gerwig – Barbie - Bradley Cooper – Maestro - Martin Scorsese – Killers of the Flower Moon - Yorgos Lanthimos – Poor Things | Melhor Roteiro(pt-BR) ou Argumento(pt-PT?) - Justine Triet & Arthur Harari – Anatomy of a Fall - Celine Song – Past Lives - Tony McNamara – Poor Things - Christopher Nolan – Oppenheimer - Eric Roth & Martin Scorsese – Killers of the Flower Moon - Greta Gerwig & Noah Baumbach – Barbie |
| Melhor Banda sonora original - Ludwig Göransson – Oppenheimer - Mica Levi – The Zone of Interest - Joe Hisaishi – Kimitachi wa Dō Ikiru ka (The Boy and the Heron) - Jerskin Fendrix – Poor Things - Daniel Pemberton – Spider-Man: Across the Spider-Verse - Robbie Robertson – Killers of the Flower Moon (nomeação póstuma)                               | Melhor Canção original - "What Was I Made For?" (Billie Eilish e Finneas O'Connell) – Barbie - "Addicted to Romance" (Bruce Springsteen) – She Came to Me - "Dance the Night" (Mark Ronson, Andrew Wyatt, Dua Lipa e Caroline Ailin) – Barbie - "I'm Just Ken" (Mark Ronson e Andrew Wyatt) – Barbie - "Peaches" (Jack Black, Aaron Horvath, Michael Jelenic, Eric Osmond e John Spiker) – The Super Mario Bros. Movie - "Road to Freedom" (Lenny Kravitz) – Rustin |
| Melhor Filme de Animação - Kimitachi wa Dō Ikiru ka (The Boy and The Heron) - Spider Man: Across the Spider-Verse - The Super Mario Bros. Movie - Suzume no Tojimari - Elemental - Wish | Melhor Filme em Língua Estrangeira - Anatomie d'une chute (Anatomy of a Fall) (França) - Kuolleet lehdet (Fallen Leaves) (Finlândia) - Io capitano (Itália) - Past Lives (Estados Unidos) - La sociedad de la nieve (Society of the Snow) (Espanha) - The Zone of Interest (Reino Unido/Estados Unidos/Polónia) |
| Conquista Cinematográfica e de Bilheteria - Barbie - Oppenheimer - John Wick: Chapter 4 - Taylor Swift: The Eras Tour - The Super Mario Bros. Movie - Guardians of the Galaxy Vol. 3 - Spider-Man: Across the Spider-Verse - Mission: Impossible – Dead Reckoning Part One                                                                                   | |

#### Filmes com múltiplas nomeações
| Nomeações | Filmes                              |
| --------- | ----------------------------------- |
| 9         | Barbie                              |
| 8         | Oppenheimer                         |
| 7         | Killers of the Flower Moon          |
| 7         | Poor Things                         |
| 5         | Past Lives                          |
| 4         | Anatomy of a Fall                   |
| 4         | Maestro                             |
| 4         | May December                        |
| 3         | The Holdovers                       |
| 3         | Spider-Man: Across the Spider-Verse |
| 3         | The Super Mario Bros. Movie         |
| 3         | The Zone of Interest                |
| 2         | Air                                 |
| 2         | American Fiction                    |
| 2         | The Boy and the Heron               |
| 2         | The Color Purple                    |
| 2         | Fallen Leaves                       |
| 2         | Nyad                                |
| 2         | Rustin                              |
| 2         | Saltburn                            |

#### Filmes com múltiplos prémios
| Prêmios | Filmes            |
| ------- | ----------------- |
| 5       | Oppenheimer       |
| 2       | Anatomy of a Fall |
| 2       | Barbie            |
| 2       | The Holdovers     |
| 2       | Poor Things       |

### Televisão
| Melhor Série Dramática - Succession - 1923 - The Crown - The Diplomat - The Last of Us - The Morning Show | Melhor Série de Comédia ou Musical - The Bear - Barry - Jury Duty - Ted Lasso - Abbott Elementary - Only Murders in the Building |
| Melhor Ator em Série Dramática - Kieran Culkin como Roman Roy – Succession - Brian Cox como Logan Roy – Succession - Pedro Pascal como Joel Miller – The Last of Us - Gary Oldman como Jackson Lamb – Slow Horses - Dominic West como Charles, Príncipe de Gales – The Crown - Jeremy Strong como Kendall Roy – Succession                                                      | Melhor Atriz em Série Dramática - Sarah Snook como Siobhan "Shiv" Roy – Succession - Keri Russell como Katherine "Kate" Wyler – The Diplomat - Helen Mirren como Cara Dutton – 1923 - Emma Stone como Whitney Siegel – The Curse - Bella Ramsey como Ellie Williams – The Last of Us - Imelda Staunton como Rainha Elizabeth II – The Crown                                                |
| Melhor Ator em Série de Comédia ou Musical - Jeremy Allen White como Carmen "Carmy" Berzatto – The Bear - Bill Hader como Barry Berkman – Barry - Jason Segel como Jimmy Laird – Shrinking - Martin Short como Oliver Putnam – Only Murders in the Building - Steve Martin como Charles-Haden Savage – Only Murders in the Building - Jason Sudeikis como Ted Lasso – Ted Lasso | Melhor Atriz em Série de Comédia ou Musical - Ayo Edebiri como Sydney Adamu – The Bear - Elle Fanning como Catarina, a Grande – The Great - Selena Gomez como Mabel Mora – Only Murders in the Building - Quinta Brunson como Janine Teagues – Abbott Elementary - Natasha Lyonne como Charlie Cale – Poker Face - Rachel Brosnahan como Miriam "Midge" Maisel – The Marvelous Mrs. Maisel |
| Melhor Ator em Minissérie ou Telefilme - Steven Yeun como Danny Cho – Beef - Jon Hamm como Xerife Roy Tillman – Fargo - Sam Claflin como Billy Dunne – Daisy Jones & The Six - Matt Bomer como Hawkins "Hawk" Fuller – Fellow Travelers - David Oyelowo como Bass Reeves – Lawmen: Bass Reeves - Woody Harrelson como E. Howard Hunt – White House Plumbers                     | Melhor Atriz em Minissérie ou Telefilme - Ali Wong como Amy Lau – Beef - Brie Larson como Elizabeth Zott – Lessons in Chemistry - Juno Temple como Dorothy "Dot" Lyon – Fargo - Riley Keough como Margaret "Daisy" Jones – Daisy Jones & The Six - Rachel Weisz como Beverly Mantle / Elliot Mantle – Dead Ringers - Elizabeth Olsen como Candace "Candy" Montgomery – Love & Death        |
| Melhor Ator Coadjuvante em Televisão - Matthew Macfadyen como Tom Wambsgans – Succession - Alan Ruck como Connor Roy – Succession - Billy Crudup como Cory Ellison – The Morning Show - James Marsden como ele próprio – Jury Duty - Alexander Skarsgård como Lukas Matsson – Succession - Ebon Moss-Bachrach como Richard "Richie" Jerimovich – The Bear                       | Melhor Atriz Coadjuvante em Televisão - Elizabeth Debicki como Diana, Princesa de Gales – The Crown - Abby Elliott como Natalie "Sugar" Berzatto – The Bear - Meryl Streep como Loretta Durkin – Only Murders in the Building - Christina Ricci como Misty Quigley – Yellowjackets - J. Smith-Cameron como Gerri Kellman – Succession - Hannah Waddingham como Rebecca Welton – Ted Lasso  |
| Melhor Minissérie ou Filme para televisão - Beef - All the Light We Cannot See - Daisy Jones & The Six - Fargo - Fellow Travelers - Lessons in Chemistry | Melhor Performance de Comédia Stand-Up - Ricky Gervais – Ricky Gervais: Armageddon (Netflix) - Trevor Noah – Trevor Noah: Where Was I (Netflix) - Chris Rock – Chris Rock: Selective Outrage (Netflix) - Amy Schumer – Amy Schumer: Emergency Contact (Netflix) - Sarah Silverman – Sarah Silverman: Someone You Love (HBO) - Wanda Sykes – Wanda Sykes: I'm an Entertainer (Netflix)      |

#### Séries com múltiplos prémios
| Prémios | Série      |
| ------- | ---------- |
| 4       | Succession |
| 3       | The Bear   |
| 3       | Beef       |